# N'a veiriña do mar
«N'a veiriña do mar» (traducido al castellano como A la orilla del mar) es una canción del folklore popular de Galicia, interpretada por diversos cantantes.

## Descripción
Sin letra en gallego, aunque en algunas de las versiones las estrofas se tradujeron al castellano, manteniendo el estribillo en la lengua original.
La versión probablemente más famosa es la de María Ostiz, con el título (ortográficamente incorrecto en lengua gallega) de N'a Veiriña do Mar, que se publicó en 1970 a modo de disco sencillo, y que se convirtió en el mayor éxito de la carrera de la cantante navarra, llegando a alcanzar el número uno de ventas en España. Llegó igualmente a ser número uno en la lista de Los 40 Principales la semana del 14 de noviembre de 1970. 
También fue versionado por la cantante gallega Ana Kiro.